# Wydział Budownictwa Politechniki Śląskiej
Wydział Budownictwa Politechniki Śląskiej (początkowo Wydział Inżynieryjno-Budowlany Politechniki Śląskiej) – jeden z najstarszych wydziałów wyższej uczelni technicznej, Politechniki Śląskiej w Gliwicach, położony przy ulicy Akademickiej 5, założony 24 maja 1945, prowadzący działalność naukowo-dydaktyczną, badawczą oraz techniczno-usługową w dziedzinie budownictwa, którego dziekanem od 2024 jest prof. dr hab. inż. Barbara Klemczak.

## Historia wydziału
Pierwszy pomysł utworzenia na Górnym Śląsku politechniki, a co za tym idzie wydziału budowlanego zrodził się pod koniec lat 20. okresu dwudziestolecia międzywojennego. Propozycja ta została następnie przedstawiona premierowi przez wojewodę śląskiego, Michała Grażyńskiego. Przystąpiono wówczas do opracowania projektu tej uczelni i m.in. wydziału budowlanego. Zarezerwowano tereny na obszarze Katowic-Ligoty, sporządzono projekty pawilonów przez prof. Tadeusza Tołwińskiego, stworzono propozycje obsady katedr i programy nauczania opracowane przez zespół Politechniki Warszawskiej. Premier Kazimierz Bartel, po wstępnej zgodzie, sprzeciwił się jednak temu pomysłowi, motywując to nieobsadzoną bazą dydaktyczną niektórych katedr istniejących politechnik w Warszawie i Lwowie. Wielki kryzys w Polsce lat 30. XX wieku przekreślił możliwości utworzenia kosztownej wówczas politechniki na Śląsku.
Po przejściu frontu, jeszcze w czasie trwania II wojny światowej podjęto kolejne działania w celu utworzenia na terytorium Śląska pierwszej uczelni technicznej. Powołano 26 lutego 1945 tzw. „Tymczasową Komisję Organizacyjną Politechniki Śląskiej”, której członkami zostali m.in. prof. dr hab. inż. Franciszek Wasilkowski, pierwszy kierownik Katedry Budownictwa Stalowego i jeden z pierwszych dziekanów tworzonego Wydziału Inżynieryjno-Budowlanego oraz prof. dr inż. Stefan Kaufman, pierwszy kierownik Katedry Budownictwa Żelbetowego. Wydział Inżynieryjno-Budowlany kreowany został 24 maja 1945, dekretem nr 118 Prezydenta Krajowej Rady Narodowej (Dz.U. RP Nr 21 z dnia 11 czerwca 1945), jako jeden z czterech wydziałów (obok Chemicznego, Elektrycznego i Mechanicznego) Politechniki Śląskiej, z początkową siedzibą w Katowicach. Staraniem Pełnomocnika Rządu, gen. Aleksandra Zawadzkiego, inicjatora utworzenia na Śląsku politechniki, w połowie czerwca 1945, w Ministerstwie Oświaty w Warszawie na specjalnej konferencji zapadła ostateczna decyzja zlokalizowania Politechniki Śląskiej w Gliwicach. 

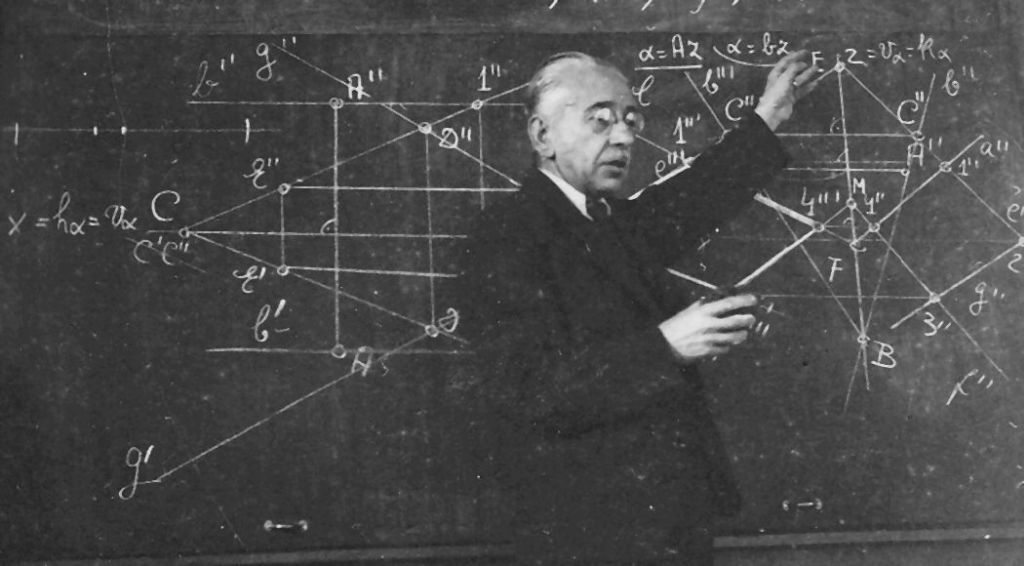
Pierwszy dziekan Wydziału Inżynieryjno-Budowlanego Politechniki Śląskiej (1945), prof. dr inż. Antoni Karol Plamitzer

Okres organizacji Wydziału Inżynieryjno-Budowlanego nastąpił na Akademii Górniczej w Krakowie, gdzie 1 czerwca 1945 uruchomiono tymczasowy Wydział Inżynieryjno-Budowlany. Tam też nastąpił pierwszy nabór studentów i pierwsze rozpoczęcie roku akademickiego, 5 czerwca 1945. W wyniku mianowania 11 czerwca tegoż roku w Krakowie, prof. dr inż. Antoni Karol Plamitzer został powołany na stanowisko pierwszego p.o. dziekana Wydziału Inżynieryjno-Budowlanego. Po niespełna trzech tygodniach, złożył on na ręce rektora prof. Władysława Kuczewskiego, rezygnację z powodu złego stanu zdrowia, a zastąpił go od 1 lipca 1945, prof. dr inż. Włodzimierz Roniewicz. Warto dodać, że pierwszymi w historii absolwentami Wydziału Inżynieryjno-Budowlanego byli: Mieczysław Stanisław Izworski, abiturient Politechniki Lwowskiej i Władysław Borusiewicz, abiturient Politechniki Warszawskiej, którzy złożyli egzaminy dyplomowe już 20 sierpnia 1945 przed komisją, której przewodniczył prof. dr inż. Izydor Stella-Sawicki. 
6 sierpnia 1945 ukazał się komunikat o warunkach dodatkowej, jesiennej rekrutacji na studia m.in. na Wydział Inżynieryjno-Budowlany, a w dniach (1–5) października przeprowadzono egzaminy wstępne. Oficjalną strukturę organizacyjną wydział przyjął 1 października 1945, zarządzeniem ministra o powołaniu katedr, których utworzono czternaście. Zajęcia dydaktyczne w Gliwicach na wydziale, położonym wówczas przy ulicy Marcina Strzody 19, zainaugurowano 29 października 1945. Była to druga inauguracja w tym samym roku kalendarzowym. Podstawy nauczania opierały się na dawnych przedwojennych wzorach uczelni technicznych, opracowanych na programach – głównie Politechniki Lwowskiej (dawnego Wydziału Inżynierii Lądowej i Wodnej), której kadra dydaktyczna stanowiła wówczas dominującą siłę wydziału. Początkowo wydziałem kierował tylko dziekan, a od 1947 powołuje się również prodziekana, którym został jako pierwszy w latach (1947–1950) prof. dr inż. Edmund Szczepaniak. Następnie w 1956 powołano dwóch prodziekanów, a w 1960 nawet trzech prodziekanów. 
Z początkiem 1948 podjęto decyzję o budowie nowego gmachu wydziału przy ulicy Katowickiej 5 (obecnie ulica Akademicka 5), projektu prof. inż. arch. Tadeusza Teodorowicza-Todorowskiego, który oddano do użytku w grudniu 1952, a którego koszt wyniósł 19 038 000 zł. W 1949 wydział opuściło pierwszych 169 absolwentów, którzy po czterech latach nauki, kształcili się na nim od pierwszego semestru. 12 lutego 1953 powstał obok Wydziału Inżynieryjno-Budowlanego, nowy wydział: Wydział Budownictwa Przemysłowego, który 1 lutego 1955 został połączony z Wydziałem Inżynieryjno-Budowlanym i przemianowany na Wydział Budownictwa Przemysłowego i Ogólnego, który z kolei od 15 czerwca 1969 przemianowano na Wydział Budownictwa i Architektury. Ostatecznie z dniem 1 października 1977 z Wydziału Budownictwa i Architektury, wyodrębniono dwa samodzielne wydziały: Wydział Architektury i Wydział Budownictwa.
Studia w systemie stacjonarnym (dzienne) uruchomiono w 1945 (od momentu powołania wydziału), następnie w 1954 uruchomiono system niestacjonarny (zaoczny) – studia dla pracujących, a w 1955 – studia w systemie wieczorowym.   

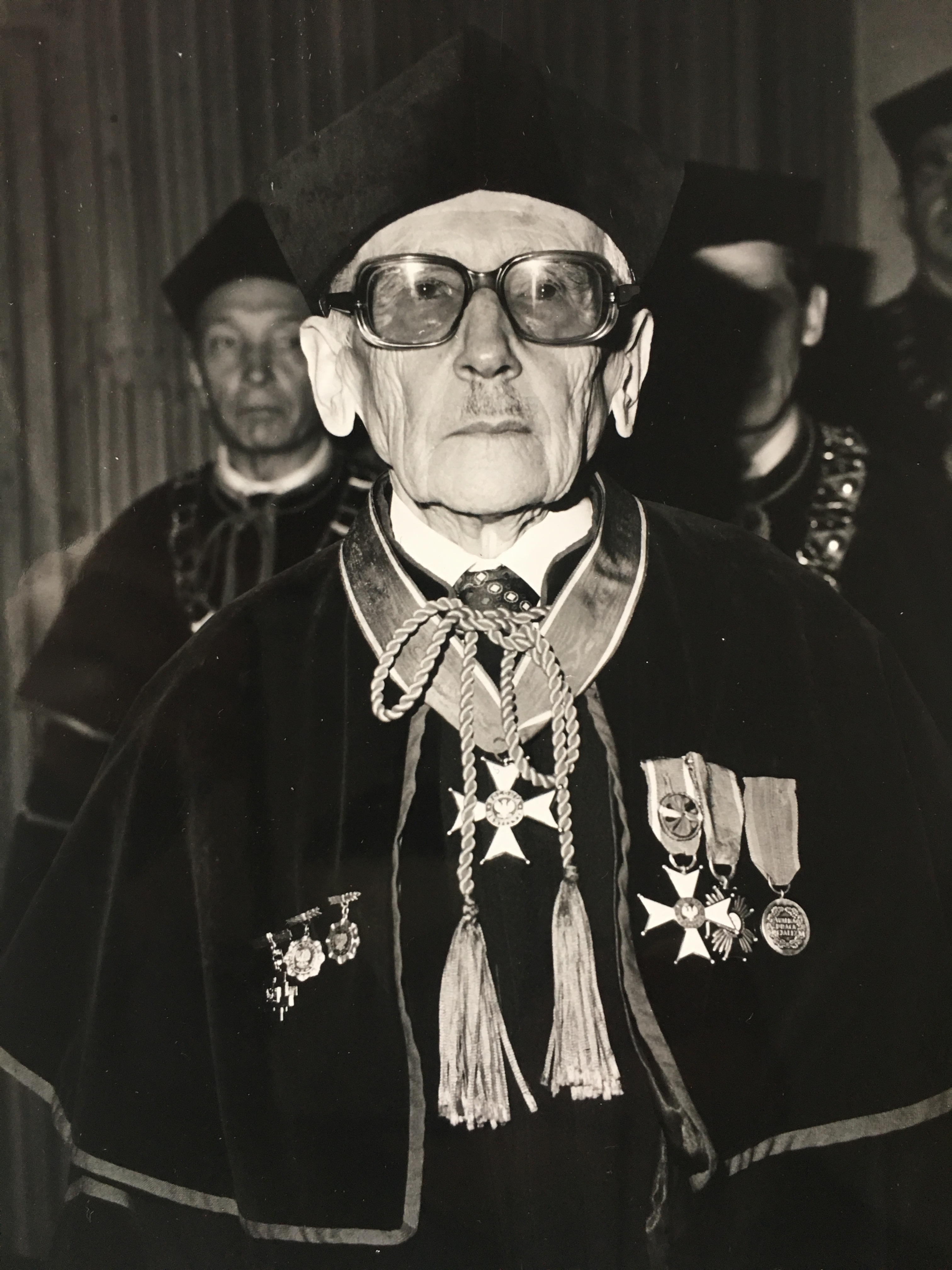
Prof. dr inż. Stefan Kaufman, organizator i dziekan Wydziału Budownictwa Politechniki Śląskiej (1958–1960) oraz doktor honoris causa tego wydziału (1981)

W swojej historii Wydział Budownictwa uhonorował 13 lipca 1981 wybitnego naukowca, jednego z organizatorów wydziału, prof. dr. inż. Stefana Kaufmana nadaniem tytułu doktora honoris causa. Ponadto Uchwałą Senatu Politechniki Śląskiej tytuł Honorowego Profesora tej uczelni otrzymali trzej inni wybitni naukowcy wydziału: 
- prof. dr inż. Antoni Rosikoń (2 października 2012),
- prof. dr inż. Andrzej Ajdukiewicz – za wybitne osiągnięcia naukowe w dziedzinie konstrukcji budowlanych (4 listopada 2015),
- prof. dr hab. inż. Włodzimierz Starosolski – za osiągnięcia naukowe i wdrożeniowe w dziedzinie konstrukcji budowlanych (24 maja 2018)[16].

## Charakterystyka wydziału
Wydział zatrudnia 103 nauczycieli akademickich (w tym 9 profesorów tytularnych, 16 doktorów habilitowanych na stanowiskach profesorów Politechniki Śląskiej oraz 78 doktorów (w tym 3 architektów)). Działalność naukowa pracowników wydziału obejmuje wszystkie dziedziny z zakresu projektowania konstrukcji, materiałów budowlanych i technologii budownictwa oraz inżynierii komunikacyjnej i infrastruktury: rozwój teorii konstrukcji, w szczególności budowli narażonych na działanie wpływów eksploatacji górniczej, konstrukcje żelbetowe, sprężone i stalowe, drewniane budownictwo szkieletowe, badania gruntów, fundamentów i konstrukcji budowli, mechanikę ośrodków ciągłych i dynamikę układów mechanicznych w ujęciu nieklasycznym, tworzenie naukowych podstaw eksploatacji, renowacji i remontów, nowe metody i technologie w budownictwie mostowym oraz eksploatację obiektów mostowych na terenach objętych wpływami górniczymi, budownictwo komunikacyjne z uwzględnieniem rozwoju teorii konstrukcji nawierzchni i podłoża gruntowego na terenach górniczych, projektowanie, budowę i eksploatację infrastruktury komunalnej w warunkach górniczej deformacji terenu, badania trwałości materiałów i obiektów budowlanych, podstawy kształtowania budynków ekologicznych, systemy organizacyjne, informatyczno-decyzyjne i systemy zarządzania dla przedsiębiorstw budowlanych, technologie i badania materiałów i wyrobów budowlanych.
Wydział jest członkiem Europejskiego Stowarzyszenia Wydziałów Budownictwa (ang. Association Of European Civil Engineering Faculties) oraz aktywnym uczestnikiem projektu (ang. European Civil Engineering Education and Training (EUCEET)), skupiającego ponad 130 partnerów, w tym 101 wydziałów budownictwa z 29 krajów Europy.
Wydział współpracuje m.in. z krajowymi organizacjami branżowymi – Śląską Okręgową Izbą Inżynierów Budownictwa, Śląską Izbą Budownictwa z siedzibą w Katowicach oraz Polskim Związkiem Inżynierów i Techników Budownictwa.
Wymiana studentów i kadry prowadzona jest we współpracy z uniwersytetami w: Wielkiej Brytanii, Niemczech, Włoszech, Hiszpanii, Francji, Danii czy Portugalii. Studenci zagraniczni mogą podejmować studia na makrospecjalności, prowadzonej w całości w języku angielskim. Z kolei studenci specjalności Budowlano-Architektonicznej mogą uzyskać polsko-duński dyplom inżynierski w ramach bilateralnej umowy z VIA University College w Horsens.
|  |

W krajowym rankingu studiów inżynierskich uczelni kierunków budowlanych „Perspektywy”, Wydział Budownictwa Politechniki Śląskiej został sklasyfikowany w 2020, 2021 i 2022 na 3., a w 2023 i 2024 na 4. miejscu. W 2025 został liderem tej klasyfikacji. 

## Władze wydziału
Wydział nadzoruje powołana Rada Dziekańska w skład, której wchodzi kilkudziesięcioosobowe gremium osób złożone z: władz wydziału (dziekan i prodziekani), kierowników katedr, przedstawiciela samorządu studenckiego, przedstawiciela doktorantów, przedstawicieli otoczenia społeczno-gospodarczego, przedstawicieli związków zawodowych oraz innych osób związanych z wydziałem.          
| Władze Wydziału Budownictwa Politechniki Śląskiej |                                  |                                     |
| Funkcja                                           | Funkcja                          | Osoba                               |
| Dziekan                                           | Dziekan                          | prof. dr hab. inż. Barbara Klemczak |
| Prodziekani                                       | ds. Studenckich i Kształcenia    | dr inż. Stefan Pradelok             |
| Prodziekani                                       | ds. Nauki i Współpracy           | dr hab. inż. Artur Nowoświat        |
| Prodziekani                                       | ds. Infrastruktury i Organizacji | dr hab. inż. Marian Łupieżowiec     |

### Dziekani wydziału
Wydziałem kieruje powołany dziekan, mający do pomocy prodziekanów (obecnie trzech). Funkcję dziekana pełniło jak dotychczas 26 naukowców.
| Lp. | Okres                 | Osoba                                                                |
| 1.  | 11.06.1945–30.06.1945 | prof. dr inż. Antoni Karol Plamitzer                                 |
| 2.  | 1.07.1945–14.10.1945  | prof. dr inż. Włodzimierz Roniewicz                                  |
| 3.  | 15.10.1945–30.04.1946 | prof. dr hab. inż. Franciszek Wasilkowski                            |
| 4.  | 1.05.1946–31.03.1947  | prof. dr inż. Edmund Szczepaniak                                     |
| 5.  | 1.04.1947–30.05.1952  | prof. mgr inż. Michał Paszkiewicz                                    |
| 6.  | 1952–1955             | prof. dr inż. Marian Janusz (Wydział Inżynieryjno-Budowlany)         |
| 7.  | 1953–1955             | prof. dr inż. Edmund Szczepaniak (Wydział Budownictwa Przemysłowego) |
| 8.  | 1955–1956             | prof. mgr inż. Michał Paszkiewicz                                    |
| 9.  | 1956–1958             | prof. mgr inż. arch. Władysław Śmiałowski                            |
| 10. | 1958–1960             | prof. dr inż. Stefan Kaufman                                         |
| 11. | 1960–1962             | prof. dr inż. Józef Ledwoń                                           |
| 12. | 1962–1964             | prof. dr inż. Zbigniew Budzianowski                                  |
| 13. | 1964–1966             | doc. dr hab. inż. Józef Głomb                                        |
| 14. | 1966–1971             | prof. mgr inż. arch. Zygmunt Majerski                                |

| Lp. | Okres     | Osoba                                 |
| 15. | 1971–1973 | prof. dr hab. inż. Józef Śliwa        |
| 16. | 1973–1975 | doc. dr inż. Wojciech Sitko           |
| 17. | 1975–1977 | prof. doc. dr inż. Tadeusz Hop        |
| 18. | 1977–1979 | doc. dr inż. Andrzej Ajdukiewicz      |
| 19. | 1979–1981 | doc. dr inż. Stanisław Lessaer        |
| 20. | 1981–1984 | prof. dr inż. Jan Mikoś               |
| 21. | 1984–1987 | prof. dr hab. inż. Jerzy Niewiadomski |
| 22. | 1987–1990 | prof. doc. dr inż. Tadeusz Hop        |
| 23. | 1990–1996 | doc. dr hab. inż. Antoni Motyczka     |
| 24. | 1996–1999 | prof. dr hab. inż. Maciej Gryczmański |
| 25. | 1999–2005 | prof. dr hab. inż. Stanisław Majewski |
| 26. | 2005–2008 | prof. dr hab. inż. Jan Ślusarek       |
| 27. | 2008–2012 | prof. dr hab. inż. Jerzy Sękowski     |
| 28. | 2012–2016 | prof. dr hab. inż. Jan Ślusarek       |
| 29. | 2016–2024 | prof. dr hab. inż. Joanna Bzówka      |
| 30. | 2024–     | prof. dr hab. inż. Barbara Klemczak   |

## Struktura wydziału
Na przestrzeni lat działania Wydziału Budownictwa jego struktura organizacyjna ulegała modyfikacji i licznym zmianom. Niektóre katedry z biegiem czasu likwidowano lub łączono z innymi, jak również tworzono nowe wraz z potrzebami i postępem budownictwa. Obecnie na wydziale działa pięć katedr oraz laboratorium.
| Jednostki Wydziału Budownictwa Politechniki Śląskiej |                                       |                                        |
| Jednostka                                            | Nazwa                                 | Kierownik                              |
| Badawczo-usługowa                                    | Laboratorium Budownictwa              | prof. dr hab. inż. Radosław Jasiński   |
| Katedry                                              | Konstrukcji Budowlanych               | prof. dr hab. inż. Łukasz Drobiec      |
| Katedry                                              | Procesów Budowlanych i Fizyki Budowli | prof. dr hab. inż. Artur Nowoświat     |
| Katedry                                              | Mechaniki i Mostów                    | prof. dr hab. inż. Ryszard Walentyński |
| Katedry                                              | Inżynierii Budowlanej                 | prof. dr hab. inż. Jan Kubica          |
| Katedry                                              | Geotechniki i Dróg                    | prof. dr hab. inż. Joanna Bzówka       |

### Pierwsi kierownicy katedr wydziału
| Pierwsi kierownicy katedr Wydziału Inżynieryjno-Budowlanego Politechniki Śląskiej (1945) |                                                   |                                                   |
| Lp.                                                                                      | Katedra                                           | Kierownik                                         |
| 1.                                                                                       | Budownictwa Ogólnego                              | prof. dr inż. Władysław Śmiałowski                |
| 2.                                                                                       | Budownictwa Stalowego                             | prof. dr hab. inż. Franciszek Wasilkowski         |
| 3.                                                                                       | Budownictwa Utylitarnego                          | prof. mgr inż. Władysław Derdacki                 |
| 4.                                                                                       | Budownictwa Żelbetowego                           | prof. dr inż. Stefan Kaufman                      |
| 5.                                                                                       | Budowy Mostów                                     | prof. dr inż. Stanisław Brzozowski                |
| 6.                                                                                       | Form Architektonicznych i Projektowania           | prof. dr inż. arch. Czesław Thullie               |
| 7.                                                                                       | Geometrii Wykreślnej                              | z/prof. mgr inż. Stanisław Szerszeń               |
| 8.                                                                                       | Matematyki                                        | prof. dr Włodzimierz Wrona                        |
| 9.                                                                                       | Mechaniki Teoretycznej i Wytrzymałości Materiałów | prof. dr inż. Włodzimierz Burzyński               |
| 10.                                                                                      | Miernictwa                                        | prof. mgr inż. Michał Paszkiewicz                 |
| 11.                                                                                      | Nauk Inżynieryjnych                               | prof. dr inż. Włodzimierz Roniewicz               |
| 12.                                                                                      | Statyki Budowli                                   | z/prof. dr inż. Edmund Szczepaniak                |
| 13.                                                                                      | Techniki Sanitarnej                               | prof. dr inż. Eliasz Zielski                      |
| 14.                                                                                      | Zabudowy Osiedli                                  | z/prof. inż. arch. Tadeusz Teodorowicz-Todorowski |

## Kierunki studiów
- Budownictwo (także w języku angielskim)
- Budownictwo podziemne
- Zarządzanie i inżynieria produkcji

### Plany studiów
W planie studiów wyodrębniono trzy stopnie, które kończą się wykonaniem pracy dyplomowej i egzaminem dyplomowym oraz umożliwiają uzyskanie następujących tytułów zawodowych lub stopni naukowych:
- studia I stopnia – wykonanie inżynierskiej pracy dyplomowej (tytuł: inżynier)
- studia II stopnia – wykonanie magisterskiej rozprawy dyplomowej (tytuł: magister inżynier)
- studia III stopnia – wykonanie rozprawy doktorskiej (stopień: doktor nauk technicznych)

## Specjalności studiów
Wydział oferuje możliwość podjęcia studiów w trybie stacjonarnym i niestacjonarnym na następujących specjalnościach:
- Konstrukcje Budowlane i Inżynierskie
- Inżynieria Procesów Budowlanych
- Budownictwo Drogowe
- Structural Engineering (studia w języku angielskim, wyłącznie stacjonarne)
- Budowlano-Architektoniczna (wyłącznie stacjonarne I stopnia)

## Partnerzy przemysłowi wydziału
Wśród partnerów przemysłowych wydziału znajduje się m.in. wiele zakładów i firm różnych branż:

- Konsorcjum Producentów Elementów Silikatowych
- Hochtief Polska
- Przedsiębiorstwo Wodociągów i Kanalizacji „AKWA” Sp. z o.o. w Nysie
- Górażdże Cement S.A.
- Budimex S.A.
- Zarząd Infrastruktury w Krakowie
- Sika Polska
- BASF Polska
- Centrum Technologiczne BETOTECH Sp. z o.o.
- Galeria Handlowa Cuprum w Lubinie
- Fabryka VW Motor Polska w Polkowicach
- Stadion Śląski w Chorzowie
- Cargotec Hudiksvall (Szwecja)
- NV Bekaert S.A. (Belgia)
- Xella Technologie
- Energoprojekt– Katowice
- Polskie Sieci Elektroenergetyczne
- Consolis Polska
- Ergon
- Fidia SLR (Włochy)
- Fisipe (Portugalia)
- Przedsiębiorstwo PRINŻBUD-5 Świętochłowice
- Generalna Dyrekcja Dróg Krajowych i Autostrad Oddział Katowice
- Transprojekt Kraków
- Transprojekt Katowice
- Biuro Projektowo-Konsultingowe Complex Projekt Katowice
- Menard Polska Sp. z o.o.
- Keller Polska Sp. z o.o.
- Uniserv SA Katowice
- BSiPCE „PROJCHŁOD” Sp. z o.o.